# Kostrići
Kostrići is een plaats in de gemeente Majur in de Kroatische provincie Sisak-Moslavina. De plaats telt 4 inwoners (2001).